# Страмбінелло
Страмбінелло (італ. Strambinello, п'єм. Strambinel) — муніципалітет в Італії, у регіоні П'ємонт,  метрополійне місто Турин.
Страмбінелло розташоване на відстані близько 550 км на північний захід від Рима, 40 км на північ від Турина.
Населення — 275 осіб (2014).
Щорічний фестиваль відбувається 13 січня. Покровитель — Sant'Ilario.

## Демографія
Населення за роками:

Станом на 1 січня 2023 року в муніципалітеті офіційно проживало 8 іноземців з 2 країн, серед них 7 громадян країн Євросоюзу.

## Сусідні муніципалітети
- Бальдіссеро-Канавезе
- Куальюццо
- Торре-Канавезе
- Вістроріо